# Il pleut de l'or
„Il pleut de l'or” (fr: Plouă cu aur) este o melodie cântată și compusă de Michael von der Heide, care a reprezentat Elveția la Concursul Muzical Eurovision 2010 în Bærum, Oslo, Norvegia. A fost prezentată în premieră pe 9 ianuarie 2010, în timpul emisiunii SwissAwards.
Vocile de fundal vor fi susținute de cântăreața Amanda Nicolić, fostă membră a formației feminine elvețiene Tears, Freda Goodlett și Sybille Fässler.
Materialul muzical a fost lansat în engleză și germană în aprilie 2010.